# Irische Billie-Jean-King-Cup-Mannschaft
|                                            |
| Teilnahmen der Irischen Fed-Cup-Mannschaft |

Die irische Billie-Jean-King-Cup-Mannschaft ist die Tennisnationalmannschaft von Irland, die im Billie Jean King Cup eingesetzt wird. Der Billie Jean King Cup (bis 1995 Federation Cup, 1996 bis 2020 Fed Cup) ist der wichtigste Wettbewerb für Nationalmannschaften im Damen-Tennis, analog zum Davis Cup bei den Herren.

## Geschichte
Erstmals am Billie Jean King Cup teilgenommen hat Irland 1964. Der bislang größte Erfolg des Teams war das Erreichen des Achtelfinales im Jahr 1972.

## Teamchefs (unvollständig)
- Pat Crowe
- Yvonne Doyle